# 950年
950年（950 ねん）は、西暦（ユリウス暦）による、平年。

## 他の紀年法
- 干支 : 庚戌
- 日本
  - 天暦4年
  - 皇紀1610年
- 中国
  - 五代
    - 後漢 : 乾祐3年

  - 十国
    - 南唐 : 保大8年
    - 呉越 : 乾祐3年（後漢の元号を使用）
    - 南漢 : 乾和8年
    - 楚 : 乾祐3年（後漢の元号を使用）、保大8年（南唐の元号を使用）
    - 後蜀 : 広政13年

  - その他
    - 遼 : 天禄4年
    - 大理国 : 至治5年
    - 于闐 : 同慶39年
- 朝鮮
  - 高

- 6月12日（天暦4年5月24日） - 冷泉天皇、第63代天皇（+ 1011年）
- 昌子内親王、平安時代の皇族、冷泉天皇の中宮（+ 1000年）
- 広平親王、平安時代の皇族（+ 971年）

## 死去
- 5月24日（天暦4年5月5日） - 煕子女王、平安時代の皇族（* 生年未詳）
- ファーラービー、イスラームの哲学者、数学者、科学者、音楽家（* 870年）
- 劉承祐、五代後漢の第2代皇帝（* 931年）
- ロターリオ2世、イタリア王（* 926年/928年）